# Мятеж в космосе (фильм, 1988)
«Мятеж в космосе» — кинофильм 1988 года, фантастическо-приключенческий боевик совместного производства США и ЮАР.

## Сюжет
Действие фильма происходит в далёком будущем, на отдалённом и густо заселённом космическом корабле, затерянном посреди безжизненного космоса. На звездолёте построено полноценное человеческое сообщество со свей властью и законами. Но однажды группа людей из отдела безопасности, решает устроить мятеж, захватив управление в свои руки и поработив основную часть населения. Смелый и опытный боец, пилот по имени Дэйв Райдер — единственный, кто может противостоять злодеям.

## В ролях
| Актёр           | Роль                         |
| --------------- | ---------------------------- |
| Рэб Браун       | Дэйв Райдер                  |
| Джон Филлип Лоу | командир экипажа Илия Калган |
| Кэмерон Митчелл | командир Алекс Дженсен       |
| Сиссе Кэмерон   | доктор Лиа Дженсен           |
| Джеймс Райан    | главный инженер Макферсон    |

## Критика
Variety назвала фильм «хорошей космической сагой» и отметив «безвкусные спецэффекты».